# شیر سه‌گانه
شیر سه‌گانه (انگلیسی: Leo Triplet) که همچنین از آن به عنوان مجموعهٔ ام۶۶ نام برده می‌شود، مجموعهٔ کوچک از کهکشان‌ها با فاصله ۳۵ میلیون سال نوری از زمین است. این مجموعه کهکشان کوچک متشکل از سه کهکشان مارپیچی به نام ام۶۵، ام۶۶ و ان‌جی‌سی ۳۶۲۸ است.
کهکشان ان‌جی‌سی ۳۶۲۸ با قدر ظاهری ۹٫۴ از دیگر کهکشان‌های این مجموعه نورانی‌تر است. این کهکشان نخستین بار توسط رصدخانه جنوبی اروپا مشاهده گردید.